# Phasmotaenia inermis
Phasmotaenia inermis är en insektsart. Phasmotaenia inermis ingår i släktet Phasmotaenia och familjen Phasmatidae.

## Underarter
Arten delas in i följande underarter:
- P. i. speiseri
- P. i. inermis